# Communauté de communes du Pays de Bièvre-Liers
La communauté de communes du Pays de Bièvre-Liers était une communauté de communes française, située dans le département de l'Isère et la région Rhône-Alpes.
Elle fait désormais partie de la Communauté de communes Bièvre Isère.

## Historique
Elle fut créée en 1961, et était donc la première intercommunalité rurale de France. À l'époque, elle s'appelait « district de La Côte Saint André ».
À compter du 1er janvier 2014, la communauté de communes, après consultation des différents conseils municipaux, a décidé de fusionner avec la communauté de communes voisine, Bièvre Chambaran. Cette fusion va dans le sens d'avoir une communauté puissante entre les différents pôles urbains (Voiron, Grenoble, Lyon). Cette intercommunalité portera le nom de Communauté de communes Bièvre Isère.

## Composition
La communauté de communes regroupait 20 communes :
| Nom                         | Code Insee | Gentilé         | Superficie (km2) | Population (dernière pop. légale) | Densité (hab./km2) |
| --------------------------- | ---------- | --------------- | ---------------- | --------------------------------- | ------------------ |
| La Côte-Saint-André (siège) | 38130      | Côtois          | 27,93            | 4 737 (2014)                      | 170                |
| Arzay                       | 38016      | Arzayaux        | 9,79             | 223 (2014)                        | 23                 |
| La Côte-Saint-André         | 38130      | Côtois          | 27,93            | 4 737 (2014)                      | 170                |
| Bossieu                     | 38049      | Bossiérots      | 13,48            | 271 (2014)                        | 20                 |
| Brézins                     | 38058      | Brézinois       | 8,26             | 1 979 (2014)                      | 240                |
| Champier                    | 38069      | Champérois      | 14,43            | 1 359 (2014)                      | 94                 |
| Commelle                    | 38121      | Commellois      | 14,04            | 907 (2014)                        | 65                 |
| Faramans                    | 38161      | Faramantois     | 10,79            | 998 (2014)                        | 92                 |
| Gillonnay                   | 38180      | Gillonnois      | 14,29            | 1 001 (2014)                      | 70                 |
| La Frette                   | 38174      | Frettards       | 11,80            | 1 104 (2014)                      | 94                 |
| Mottier                     | 38267      | Mottiérots      | 10,72            | 684 (2014)                        | 64                 |
| Longechenal                 | 38213      | Longechenots    | 8,12             | 570 (2014)                        | 70                 |
| Nantoin                     | 38274      | Nantuyots       | 9,50             | 455 (2014)                        | 48                 |
| Ornacieux                   | 38284      | Ornacieurots    | 4,89             | 410 (2014)                        | 84                 |
| Pajay                       | 38291      | Pajaytois       | 14,32            | 1 122 (2014)                      | 78                 |
| Penol                       | 38300      | Penolois        | 12,16            | 336 (2014)                        | 28                 |
| Saint-Hilaire-de-la-Côte    | 38393      | Saint-Hilairois | 13,75            | 1 428 (2014)                      | 104                |
| Saint-Siméon-de-Bressieux   | 38457      | Saint-Siméonais | 18,79            | 2 852 (2014)                      | 152                |
| Sardieu                     | 38473      | Sardieurots     | 11,20            | 1 078 (2014)                      | 96                 |
| Semons                      | 38479      | Semonois        | 10,55            | 363 (2014)                        | 34                 |